# I'm Not a Girl, Not Yet a Woman
„I'm Not a Girl, Not Yet a Woman” este un cântec de Britney Spears extras de pe al treilea album de studio săi, Britney. A fost ales ca al doilea disc single din acest album în Statele Unite și ca al treilea single în Regatul Unit și Australia.
Melodia a fost compusă de Max Martin, Rami Yacoub și Dido și a fost inclusă în coloana sonoră a filmului Crossroads, în care a avut un rol și Britney Spears.